# Karin Rutz
Karin Gießelmann-Rutz (Offenburg, 16 gennaio 1948) è un'ex schermitrice tedesca, vincitrice di una medaglia d'argento ai campionati mondiali di scherma.